# Chiny
Chiny (en való Tchini) és un municipi belga de la província de Luxemburg a la regió valona. Comprèn les viles d'Izel, Jamoigne, Les Bulles, Moyen, Prouvy, Suxy, Termes, Romponcelle, Valansart, Pin, Lamouline, La Haïlleule, i Le Pont Charreau